# Indigofera sootepensis
Indigofera sootepensis är en ärtväxtart som beskrevs av William Grant Craib. Indigofera sootepensis ingår i släktet indigosläktet, och familjen ärtväxter.

## Underarter
Arten delas in i följande underarter:
- I. s. acutifolia
- I. s. sootepensis